# Ołtarzew
Ołtarzew [ɔu̯ˈtaʐɛf] est un village polonais, situé dans la gmina d'Ożarów Mazowiecki de la Powiat de Varsovie-ouest dans la voïvodie de Mazovie dans le centre-est de la Pologne.
Il se situe à environ 2 kilomètres à l'ouest d'Ożarów Mazowiecki (chef-lieu) et à 15 kilomètres à l'ouest de Varsovie.
Le village a une population de 524 habitants en 2009.

## Personnalités liées à la commune
Zofia Jasnota compositrice polonaise et professeur de musique à la Université de musique Frédéric-Chopin, y est née le 29 juillet 1944.